# Tsjiatoera (stad)
Tsjiatoera (Georgisch: ჭიათურა) is een stad in het westen van Georgië met 12.049 inwoners (2024), gelegen in de regio (mchare) Imereti. Het is het bestuurlijk centrum van de gelijknamige gemeente. De stad ligt op ongeveer 350-550 meter boven zeeniveau in en boven de kloof van de rivier Kvirila, 70 kilometer ten oosten van regiohoofdstad Koetaisi en 180 kilometer ten westen van hoofdstad Tbilisi. Tsjiatoera staat bekend om de mangaanmijnen en de vele kabelbanen die het rijk is.

## Geschiedenis
De geschiedenis en de ontwikkeling van Tsjiatoera als stad is verbonden met de vondst van mangaanerts in de jaren 1870. De ontginning hiervan begon in 1879 op initiatief van de dichter Akaki Tsereteli. De grote hoeveelheden mangaan in de grond noopten Tsereteli zich te wenden tot buitenlandse bedrijven, nadat hij eerst had geprobeerd op eigen kracht de exploitatie op te zetten. In 1880 werkten er nog minder dan 100 arbeiders, in 1887 was dat al ruim 1100, in 1900 ruim 3700 en in 1913 ongeveer 12.000.

### Wereldmarkt mangaan

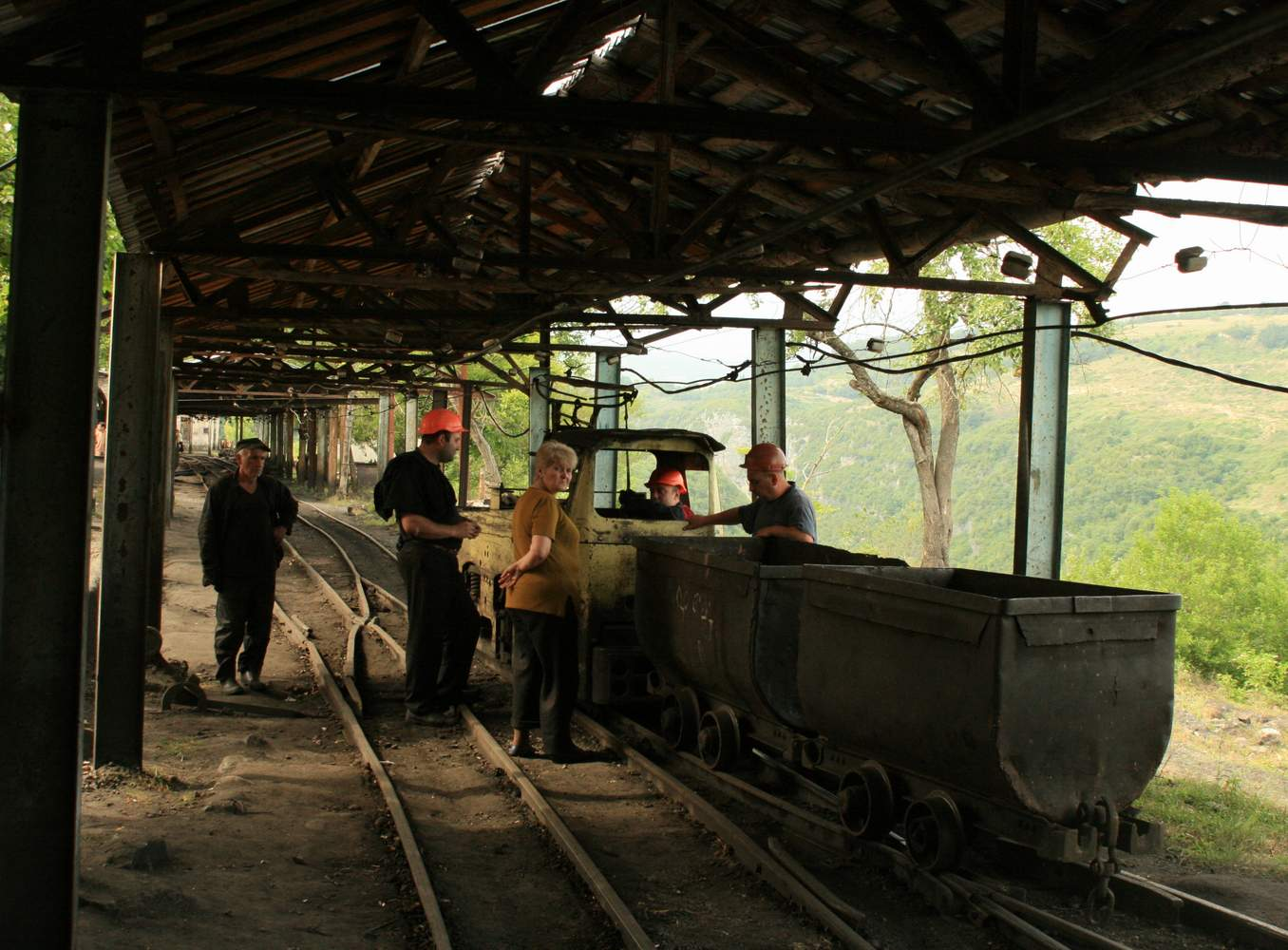
Tsjiatoera was de grootste mangaanproducent ter wereld

In de eerste jaren vond het vervoer van het erts over de weg plaats naar Sjorapani, het dichtstbijzijnde spoorwegstation. In 1891 begon de bouw van een smalspoorlijn vanaf Sjorapani door de Kvirila-kloof naar Tsjiatoera, die in 1895 gereed kwam. Daarna werd de productie snel opgevoerd en werd het mangaan geëxporteerd naar Engeland, Nederland, de Verenigde Staten, België, en andere Europese landen. Slechts een kleine hoeveelheid ging naar Rusland. Aan het eind van de 19e eeuw had het mangaan uit Tsjiatoera een dominante positie op de wereldmarkt veroverd met een aandeel van 50%.
In het revolutiejaar 1905 was Tsjiatoera een van de Georgische centra van arbeidersrevolte en waren er vele stakingen. De Eerste Wereldoorlog, Russische Revolutie en de Democratische Republiek Georgië brachten nog meer haperingen in de productie. 

### Van grondstof naar halffabrikaat
De industrialiering in de Sovjet-Unie bracht een nieuwe impuls aan de mangaanwinning. Het Eerste Vijfjarenplan voorzag in de bouw van een grote ijzerlegeringfabriek in Zestafoni, aan de hoofdspoorlijn niet ver van Sjorapani. Om het vervoer naar deze fabriek efficiënter te maken, werd in deze periode de smalspoorlijn tussen Sjorapani en Tsjiatoera omgebouwd naar breedspoor, spoorbreedte van de hoofdspoorlijn. De ijzerlegeringfabriek in Zestafoni was belangrijk voor de Russische defensie-industrie tijdens de Tweede Wereldoorlog. Metallurgen van de Zestafonifabriek beheersten voor het eerst in de Sovjet-Unie de productie van elektrolytisch mangaan, wat nodig was voor pantserstaal.

### Kabelbanen
De diepe vallei van de Kvirila waarin de woningen zijn gelegen maakt dat het hoogteverschil met de mijnen in de heuvels substantieel is. De mijnwerkers verloren elke dag veel tijd met de reis naar de mijnen. Daarom werd vanaf 1954 een uitgebreid netwerk van kabelliften uitgebouwd. Tsjiatoera was de eerste stad in de Sovjet-Unie die zulke passagierskabelbanen kreeg. Van deze meer dan een halve eeuw oude kabelbanen zijn er in de 21e eeuw nog ongeveer een tiental over. In 2021 werden vier van deze kabelbanen gerenoveerd door het Franse Poma, die nieuwe gondels installeerde en nieuwe stations liet bouwen.

## Demografie
Begin 2024 had Tsjiatoera 12.049 inwoners, een daling van 6% sinds de volkstelling van 2014. De bevolking van Tsjiatoera bestond in 2014 vrijwel geheel uit Georgiërs (99,1%). De grootste etnische groepen zijn circa 70 Armeniërs enkele tientallen Russen.
In de jaren 90 van de 20e eeuw verloor Tsjiatoera meer dan de helft van de inwoners. Door de politieke en economische chaos in deze periode sloten de mijnen en volgde een grote golf van emigratie. Het aantal inwoners stabiliseerde vanaf 2002 rond de 13.000, onder andere door de heropening van de mijnen.
| Aantal                                                           | 3.243 | 13.926 | 21.521 | 25.474 | 26.715 | 29.228 | 13.835 | 12.803 | 12.550 | 12.049 |
| Verantwoording data: Bevolkingsstatistiek Georgië 1897 tot heden |       |        |        |        |        |        |        |        |        |        |

## Bezienswaardigheden

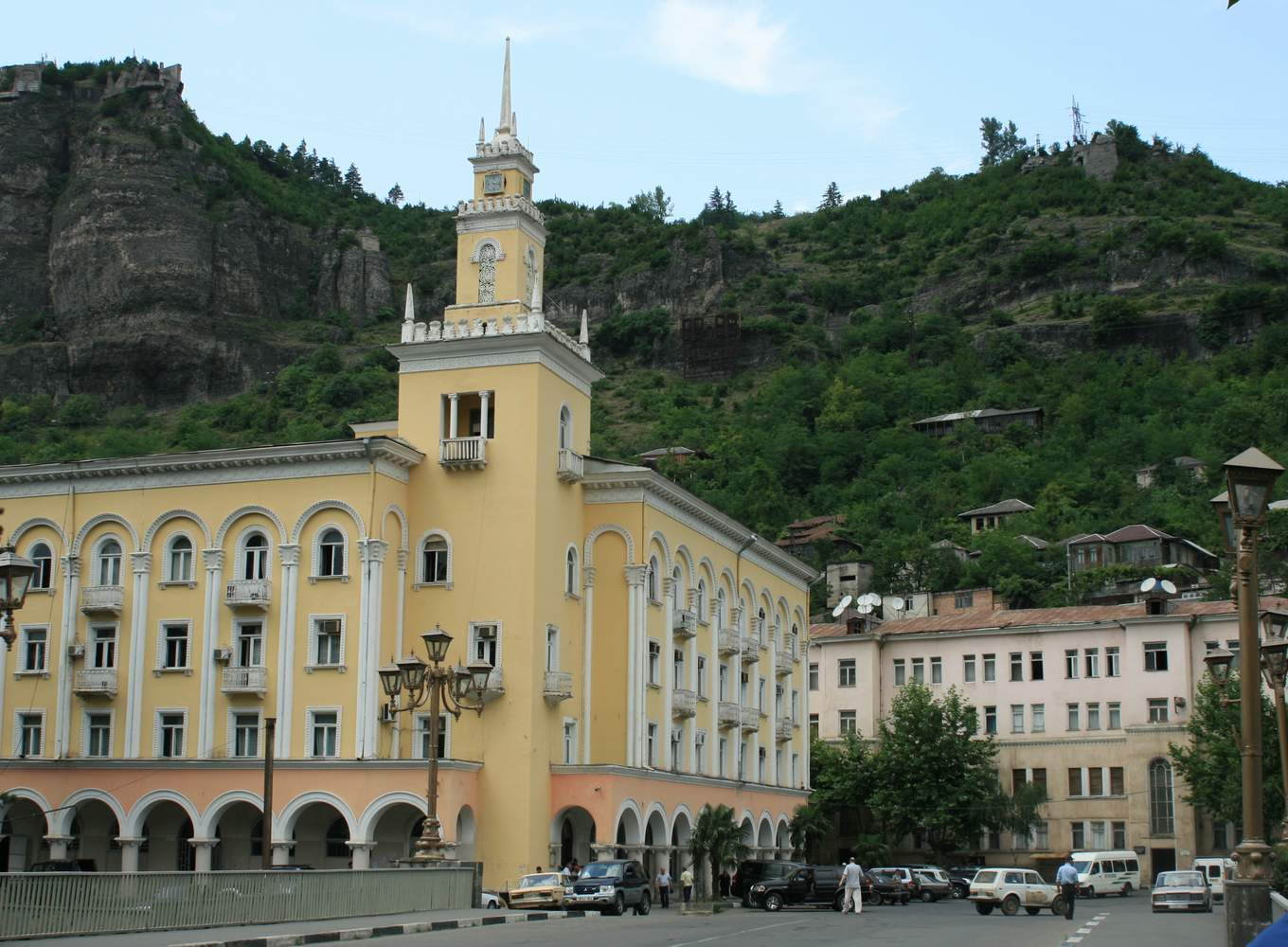
Multifunctioneel educatief centrum in Tsjiatoera

In en bij Tsjiatoera zijn een aantal bezienswaardigheden:
- De kabelbanen in de stad zijn de belangrijkste trekpleister.
- Mgvimeviklooster (13e eeuw). Dit is een kloostercomplex op een kilometer ten oosten van Tsjiatoera. Het complex is tegen en in de wand van de rivierkloof van de Kvirila en bestaat uit meerdere kerken, een nonnenconvent en grotten.[18]
- Vlakbij dit klooster ligt de Dzoedzoeanagrot, een archeologische vindplaats.
- Lokaal historisch museum van Tsjiatoera .[19]

## Vervoer

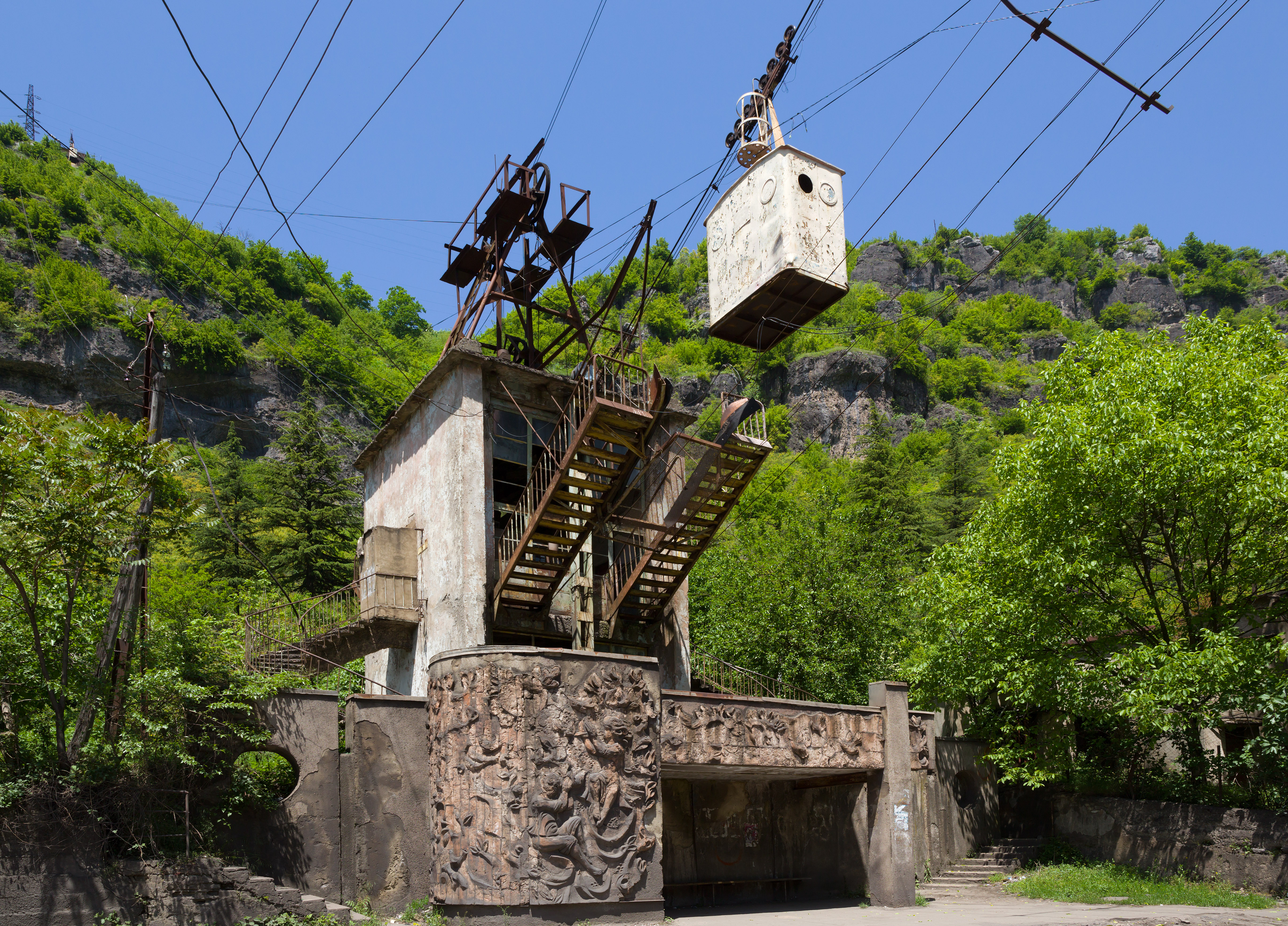
Kabelbanen zijn een belangrijk vervoermiddel

De belangrijkste interregionale verbindingsweg naar en van Tsjiatoera is de nationale route Sh22 die het Imereti Hoogland verbindt met de landelijke autosnelweg S1 / E60 bij Zestafoni en anderzijds het oosten van de regio Imereti bedient via Satsjchere.
In 1895 werd Tsjiatoera via het spoor verbonden met de hoofdlijn bij Zestafoni en door de inspanningen van de filantropiste Elisabeth Tsereteli in 1904 met Satsjchere verbonden. Er rijdt dagelijks een trein van Koetaisi via Zestafoni naar Tsjiatoera en eindpunt Satsjchere. Vanaf de jaren 1960 tot medio begin jaren 2000 reed er een interurban trolleybus tussen Tsjiatoera en Satsjchere.
Het lokale vervoer in de stad Tsjiatoera is sinds de jaren 1950 geregeld met ruim tien kabelbanen, waarvan een aantal in 2020-2021 gerenoveerd zijn.

## Stedenbanden
Tsjiatoera onderhoudt stedenbanden met:
- Sigulda, Letland (sinds 2006)
- Murgul, Turkije (sinds 2013)
- Birštonas, Litouwen (sinds 2012)
- Keila, Estland (sinds 2017)

## Sport

Sportief vergane glorie (Temoer Maghradzestadion)

De voetbalclub FK Tsjiatoera werd oorspronkelijk in 1936 opgericht en gebruikt het Temoer Maghradzestadion als thuisbasis. De club werd in 1978 kampioen in de Georgische SSR, maar speelt sinds de eeuwwisseling niet meer op het hoogste niveau.

## Televisie
Het Belgische reisprogramma Reizen Waes was in het derde seizoen (2017) in Tsjiatoera.

## Geboren
- Gija Goeroeli (1964), voetballer